# Piñan
Piñan là một đô thị cấp bốn ở tỉnhZamboanga del Norte, Philippines. Theo điều tra dân số năm 2000, đô thị này có dân số 17.950 người trong 3.614 hộ.

## Các đơn vị hành chính
Piñan, về mặt hành chính, được chia thành 22 khu phố (barangay).
| - Bacuyong - Bagong Silang - Calican - Del Pilar - Desin - Dilawa - Dionum - Lapu-lapu - Lower Gumay - Luzvilla | - Poblacion B - Poblacion South - Santa Fe - Segabe - Sikitan - Silano - Teresita - Tinaytayan - Ubay (Daan Tipan) - Upper Gumay - Villarico |